# Amphipappus
Amphipappus je monotipski biljni rod iz porodice glavočika cjevnjača smješten u subtribus Solidagininae, dio tribusa  Astereae. 
Jedina vrsta je Amphipappus fremontii, američki endem s jugozapada SAD-a (Arizona, Kalifornija, Nevada, Utah) s dva varijeteta.

## Varijeteti
1. Amphipappus fremontii var. fremontii
2. Amphipappus fremontii var. spinosus (A.Nelson) Ced.Porter

- Amphipappus fremontii, Moapa Valley, južna Nevada
- Amphipappus fremontii
- Amphipappus fremontii var. fremontii